# 烏蘇馬特蘭
烏蘇馬特蘭（西班牙語：Usumatlán），是危地馬拉的城鎮，位於該國東部，由薩卡帕省負責管轄，面積422平方公里，海拔高度246米，2002年人口9,326，人口密度每平方公里22.1人。
14°56′56″N 89°46′36″W / 14.94889°N 89.77667°W